# Spremembe
Spremembe so kratki avantgardni roman Jožeta Javorška, ki obsega približno 30.000 besed.

## Nastopajoče osebe
- Glavni junak - bivši violinist
- Junakova žena
- Junakove bivše ljubimke, ki se jih junak spominja na dan svoje smrti

## Zasnova zgodbe/zgodba
Junak zgodbe, ki je hkrati tudi bivši violinist, se na svoj zadnji dan življenja poleg opravljanja vsakdanjih opravil s svojo ženo, ki jim sam pravi "vegetiranje", spominja svojih preteklih glasbenih in ljubezenskih viškov. Njegovo mlajše obdobje bilo je namreč zaznamovano s koncertiranjem in stalnim zapletanjem z ženskami. Vendar z nobeno izmed njih ni ostal dolgo, saj se je bal odgovornosti, s katero se je človek prisiljen soočiti v resni zvezi. To spominjanje preteklosti nanj tega dne zelo vpliva, saj njegova žena kaj kmalu opazi, da se njen mož obnaša nekoliko drugače kot po navadi. Namesto da bi se držal svoje diete, pri kosilu in večerji použije vse, kar je na mizi, in spije tudi nekaj alkohola. Med večerjo se prične spominjati poslovilne zabave, ki jo je priredil na dan svoje smrti. Nanj je povabil vse bivše ljubice in pomembne ljudi. Medtem ko so pijani gostje razgrajali, je vzel strup in umrl. Ob tem spominu mu postane slabo in žena v skrbeh pokliče zdravnika, vendar še preden ta uspe priti, glavni junak umre ob podoživljanju svojega spomina na smrt.

## Kritika, literarna zgodovina
»Zgodba Javorškovega kratkega romana Spremembe počiva na kontrapuktu med življenjem in smrtjo, ali bolje rečeno med starčevsko brezpomembnim vegetiranjem in med preteklo resnico njegovega bivanja, shranjeno v njegovih spominih ali morda niti tam ne. Tako se prepletata in lovita med seboj njegova predsmrtna izpraznjenost, ko mu je od vsega ostala le še misel na hrano in čuvanje samega sebe, in napeti lok njegovih mladostnih hotenj in iskanj. Šele ob koncu se pripovedni liniji zbližata in ujameta v skupni poslednji resnici smrti in niča.« (Maribor: Založba Obzorja, 1967)
»Celotna knjiga je poskus, zatrjuje Javoršek. Toda ali nas je treba obsojati zavoljo poskusov v naši poskusni dobi? Sicer pa je avantgarda zmeraj zoprna. Tudi meni.« (Maribor: Obzorja, 1967)
»In tu smo pri poglavitni pomanjkljivosti te knjige, pri njeni idejni neizvirnosti; znano je, da je vsaj pri Slovencih ljubezen in smrt enačil že A. Gradnik, medtem ko je vzporednice med življenjem in smrtjo postavil vsaj že nemški ekspresionizem. Stavek; »Smrt sploh ni tista bela gospa s kostmi in koso na rami, kakor jo je naslikala klasična človeška domišljija, temveč edini stvarni trenutek življenja«, se od tega ekspresionizma loči le po tem, da Javoršek ne mistificira ne življenja ne smrti, umirajočemu Don Janezu le položi v usta na meji med življenjem in smrtjo naslednje besede: "Kako je vse to preprosto! Spremembe! Nič drugega! Samo spremembe!" To je njegova oporoka in njegovo sporočilo. Nič dramatičnega ali zakritega. Toda nečesa pri tej knjigi vendarle ni mogoče prezreti: njene oblikovne strani oziroma pripovedi; don Janez, ki se mu – vegetirajočemu starcu – zrinejo v spomin njegova pustolovska iskanja in violinski nastopi, doživi svojo fizično smrt hkrati z odkritjem istovetnosti ljubezni in smrti.« (Jože Horvat 1967: 1159)